# Тамашеу (Бихор)
Тамашеу (рум. Tămășeu) насеље је у Румунији у округу Бихор у општини Тамашеу. Oпштина се налази на надморској висини од 105 m.

## Становништво
Према подацима из 2002. године у насељу је живело 1020 становника.

### Попис2002.
| Расподела становништва по националности 2002.‍ | Расподела становништва по националности 2002.‍ | Расподела становништва по националности 2002.‍ | Расподела становништва по националности 2002.‍ | Расподела становништва по националности 2002.‍ |
| --------------------------------------------- | --------------------------------------------- | --------------------------------------------- | --------------------------------------------- | --------------------------------------------- |
|                                               |                                               |                                               |                                               |                                               |
| Румуни                                        | Румуни                                        |                                               | 62                                            | 6,1%                                          |
| Мађари                                        | Мађари                                        |                                               | 931                                           | 91,5%                                         |
| Роми                                          | Роми                                          |                                               | 24                                            | 2,4%                                          |